# Tegnabysjön
Tegnabysjön är en sjö i Växjö kommun i Småland och ingår i Mörrumsåns huvudavrinningsområde. Sjön har en area på 4 kvadratkilometer och ligger 161 meter över havet.

## Delavrinningsområde
Tegnabysjön ingår i det delavrinningsområde (629780-144756) som SMHI kallar för Utloppet av Tegnabysjön. Medelhöjden är 170 meter över havet och ytan är 21,45 kvadratkilometer. Räknas de 10 avrinningsområdena uppströms in blir den ackumulerade arean 274,84 kvadratkilometer. Aggaå (Skyeån) som avvattnar avrinningsområdet har biflödesordning 2, vilket innebär att vattnet flödar genom totalt 2 vattendrag innan det når havet efter 93 kilometer. Avrinningsområdet består mestadels av skog (53 %), öppen mark (15 %) och jordbruk (10 %). Avrinningsområdet har 4,07 kvadratkilometer vattenytor vilket ger det en sjöprocent på 18,9 %.